# Im Sumpf
Im Sumpf ist ein Ortsteil von Halver im Märkischen Kreis im Regierungsbezirk Arnsberg in Nordrhein-Westfalen (Deutschland).

## Lage und Beschreibung

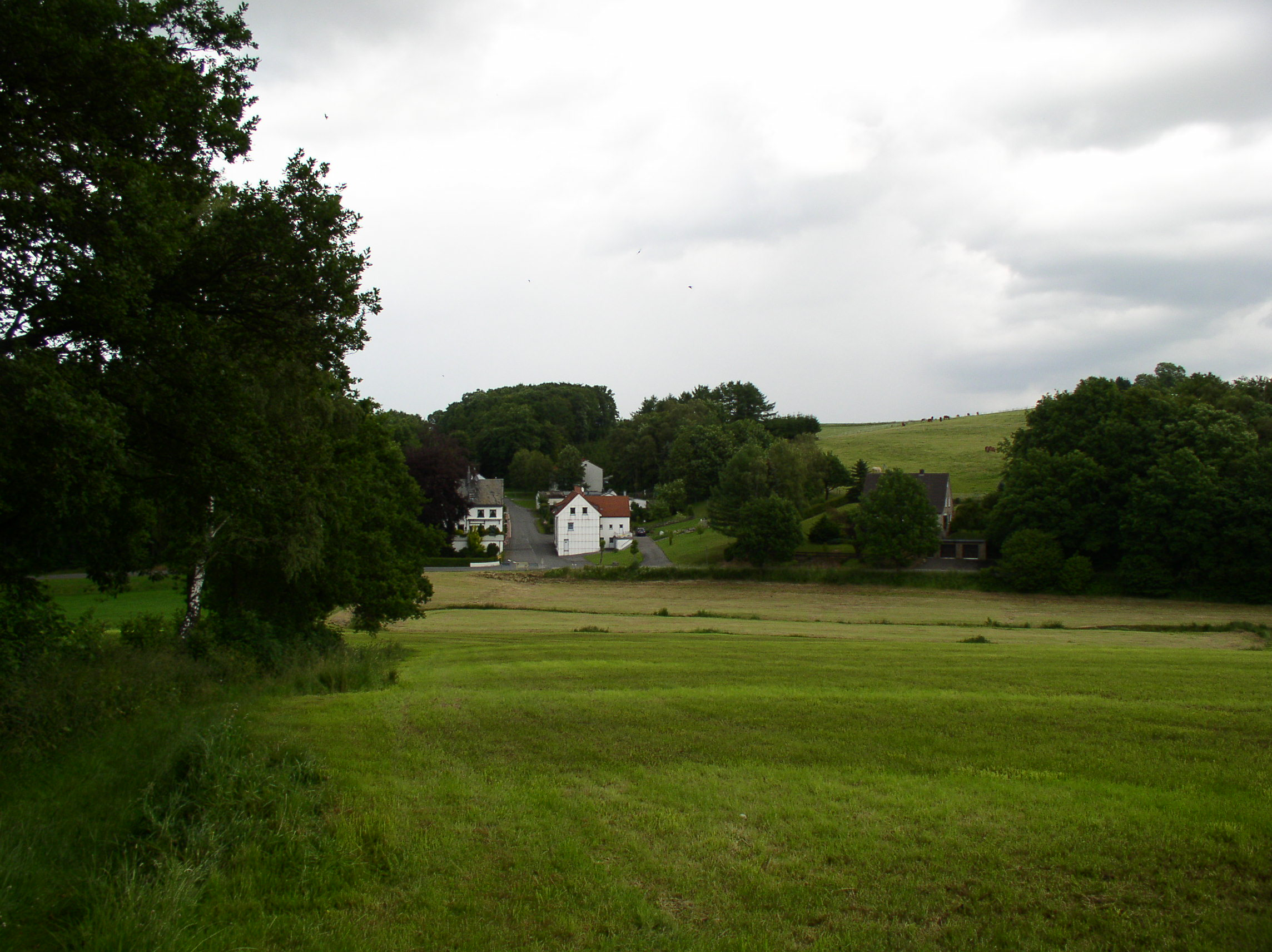
Ansicht vom Im Sumpf

Im Sumpf liegt auf 364 Meter über Normalnull südwestlich des Hauptortes im Tal der Ennepe. Der Ort ist über Nebenstraßen zu erreichen, die den Hauptort mit dem Ortsteil Anschlag verbinden. 
Im Sumpf befindet sich in Tallage und ist zu vier Seiten von Bergen umgeben. Nordöstlich erhebt sich eine Anhöhe mit 396,5 Meter über Normalnull, südwestlich eine weitere mit 397,7 Meter über Normalnull und südöstlich der Nocken mit 390,2 Meter. Im Nordwesten steigt das Gelände bis auf 408,1 Meter an.
Nachbarorte sind Stenkenberg, Gesenberg, Hesseln, Hefendehl, Hulvershorn, Hagedorn und Lausberge.